# تمنغكونغ
تمنغكونغ (بالجاوية: تمڠݢوڠ؛ Temenggung) هو لقب نبيل قديم في شبه جزيرة ملايو، وعادة ما يُعطى لرئيس الأمن العام، الذي يكون مسؤولًا عن سلامة الملك (راجا أو السلطان)، بالإضافة إلى الإشراف على شرطة الدولة والجيش.

## سلطنة جوهر
في سلطنة جوهر امتلك تمنغكونغ موار إقطاعية متمركزة في سيغمات لمدة قرنين تقريبًا، أما تمنغكونغ جوهر فقد كان رأس الإقطاع الرئيسي في جوهر بين 1760 و1868. وكان تمنغكونغ يُمسك بالإقطاه في جوهر وسنغافورة بحكم كونه تابعًا للسلطان. في عام 1868 أعلن تمنغكونغ أبو بكر نفسه ماهاراجا، وتولى السيطرة في موار وأعلن نفسه حاكماً مستقلاً. وفي عام 1885 تولى أصبح السلطان بمباركة بريطانيا.